# Pierre M'buze Nsomi Lobwanabi
 (janvier 2010).
Si vous disposez d'ouvrages ou d'articles de référence ou si vous connaissez des sites web de qualité traitant du thème abordé ici, merci de compléter l'article en donnant les références utiles à sa vérifiabilité et en les liant à la section « Notes et références ».
Pierre M'buze Nsomi Lobwanabi, homme politique et diplomate zaïrois sous la deuxième république, est né le 18 août 1943 à Libenge, district Sud-Ubangi, région de l'Équateur en République du Zaïre et mort à Kinshasa le 3 janvier 2007. Aîné d'une famille de neuf enfants, fils de Noogwani Agwabi Xavier et Mbula Léonie. Il épousa le 2 mai 1970 Nzenga Mizolu Suzanne née Loiseau.

## Études
Il fit le petit séminaire des pères scheutistes de Mikondo pour les humanités gréco-latines, il abandonne le petit séminaire pour le collège Albert Ier où il termine brillamment ses études secondaires en 1963. Il bénéficie d’une bourse d’études pour poursuivre sa formation en Belgique à l’université catholique de Louvain de 1963 à 1968 avec comme sanction, bachelier en philosophie thomiste et licencié en philosophie et lettres.

## Parcours
De 1968 à 1970, il est professeur assistant au Centre d'études des religions africaines de l’université de Lovanium.
En 1970, il est désigné secrétaire général de la JMPR.
De 1973 à 1982, il assume les fonctions successives de conseiller à la présidence (1973-1977), de commissaire d'État (ministre) d’abord à l’Orientation nationale (1977-1979) et ensuite à la Culture et aux Arts (1979-1980), directeur de cabinet à la Maison civile du chef de l'État (1980-1981), directeur de cabinet du premier commissaire d'État (premier ministre) Singa Udju (1981-1982).
En 1982, il quitte la politique pour la diplomatie. Tour à tour, il occupe les fonctions d’ambassadeur extraordinaire et plénipotentiaire en Israël de 1982 à 1984, au Sénégal avec extension sur le Mali, Gambie, Cap-Vert de 1984 à 1987, auprès de la Confédération suisse siégeant à Berne et en même temps auprès des Institutions des Nations unies à Genève de 1987 à 1988.
Le président Mobutu lui confie ensuite la direction de la Délégation spéciale à la francophonie, fonction qu’il exerce de 1989 à 1997. À la chute du régime Mobutu en 1994, c’est l’université Cardinal Malula qui fait appel à son savoir et son expérience en lui confiant la chaire de l’expression orale et écrite.

## Œuvres
Il mit en place et fut le moteur de réalisations infrastructurelles importantes dont certaines comme le pont en acier enjambant la rivière Lua sur la route de Gemena à Libenge et la faculté de médecine de Libenge qui fut pillée par les soldats de l'AFDL de Laurent-Désiré Kabila lors de leur passage à Libenge.
Il est l'auteur d'ouvrages tels que Révolution et humanisme, Authenticité et développement, Aux sources d’un révolution, L'Éthique du Mouvement populaire de la révolution, ainsi que d'innombrables autres ouvrages socio-politiques inédits.